# Cantharellus persicinus
Cantharellus persicinus är en svampart som beskrevs av R.H. Petersen 1986. Cantharellus persicinus ingår i släktet Cantharellus och familjen kantareller.   Inga underarter finns listade i Catalogue of Life.

## Källor

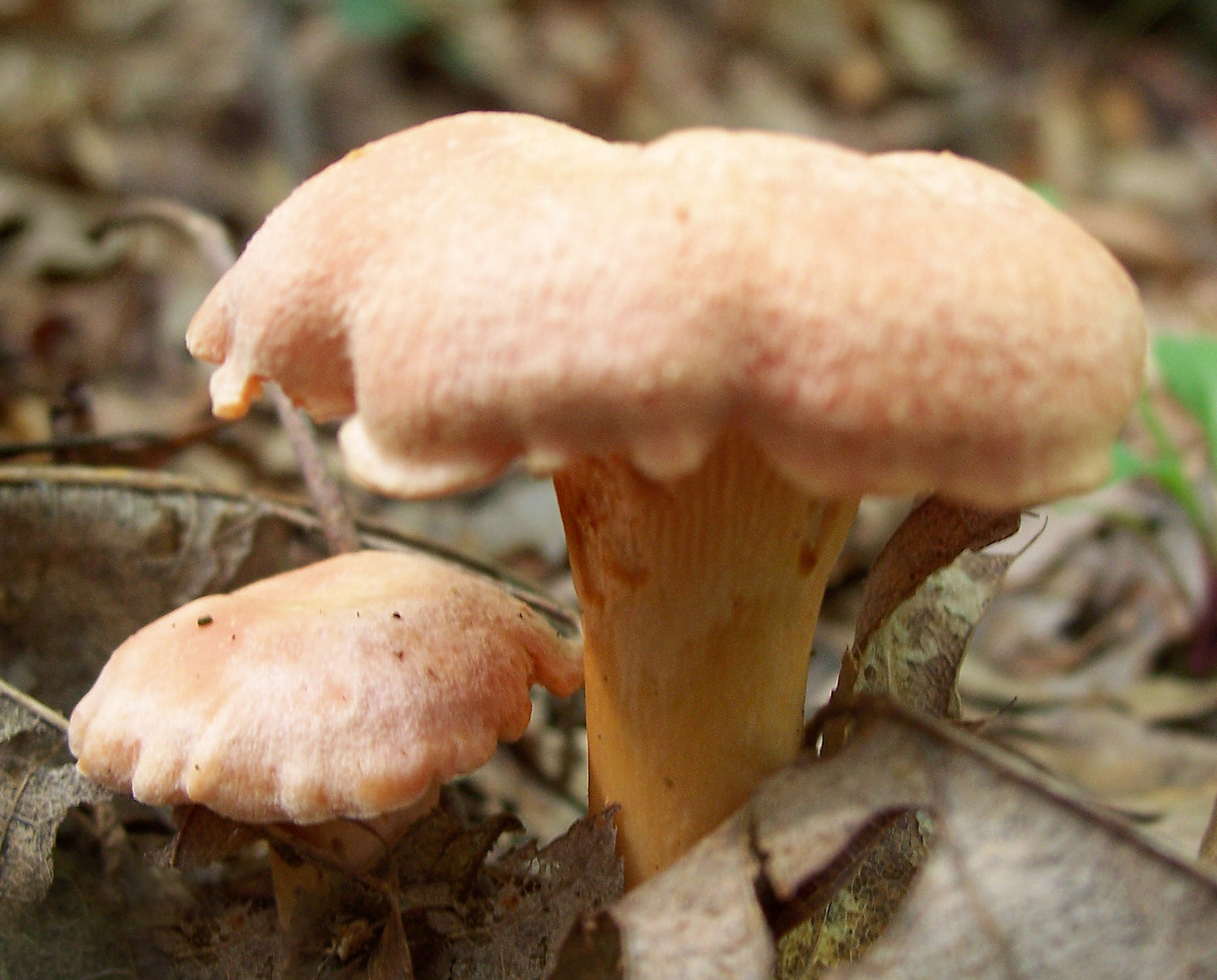
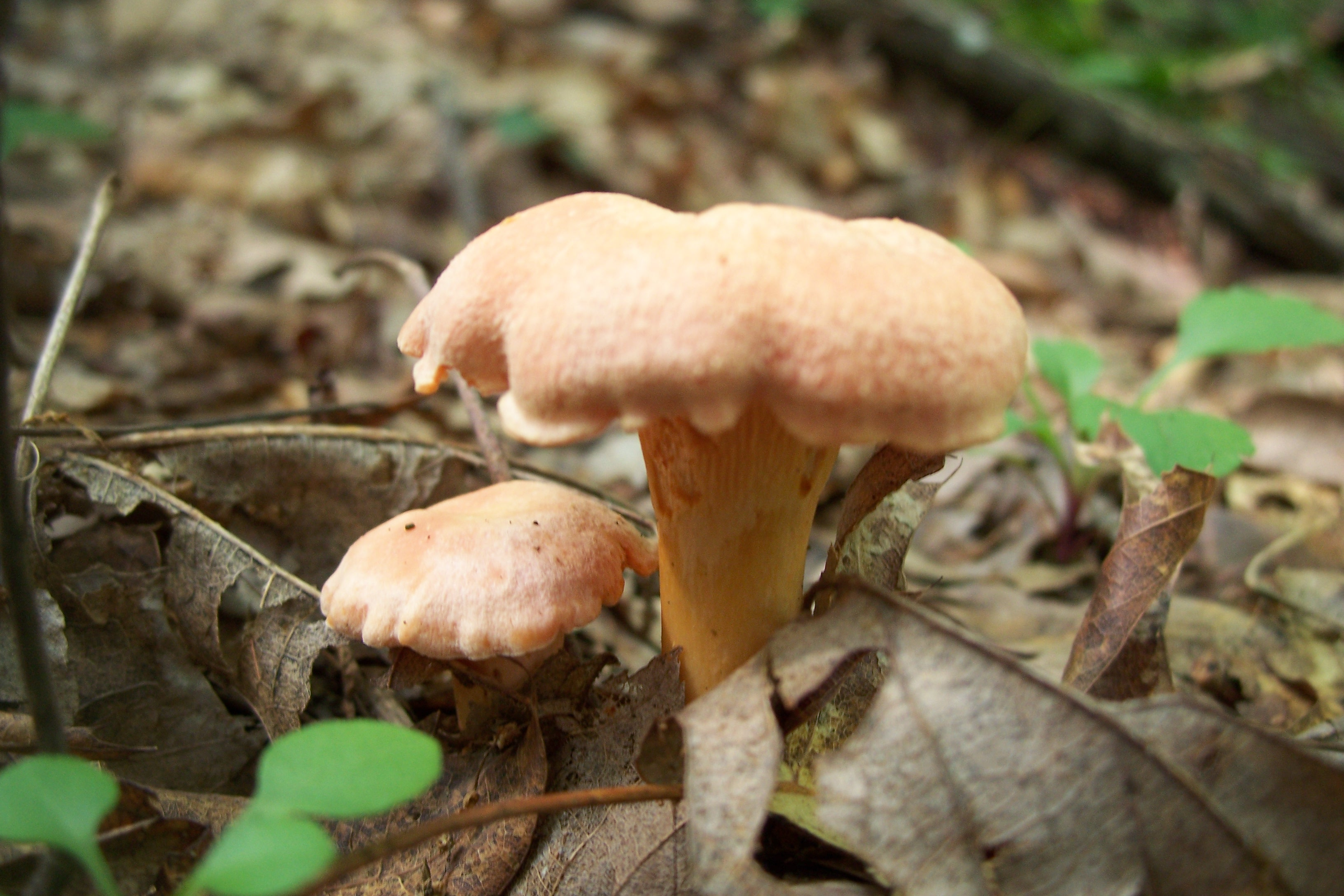
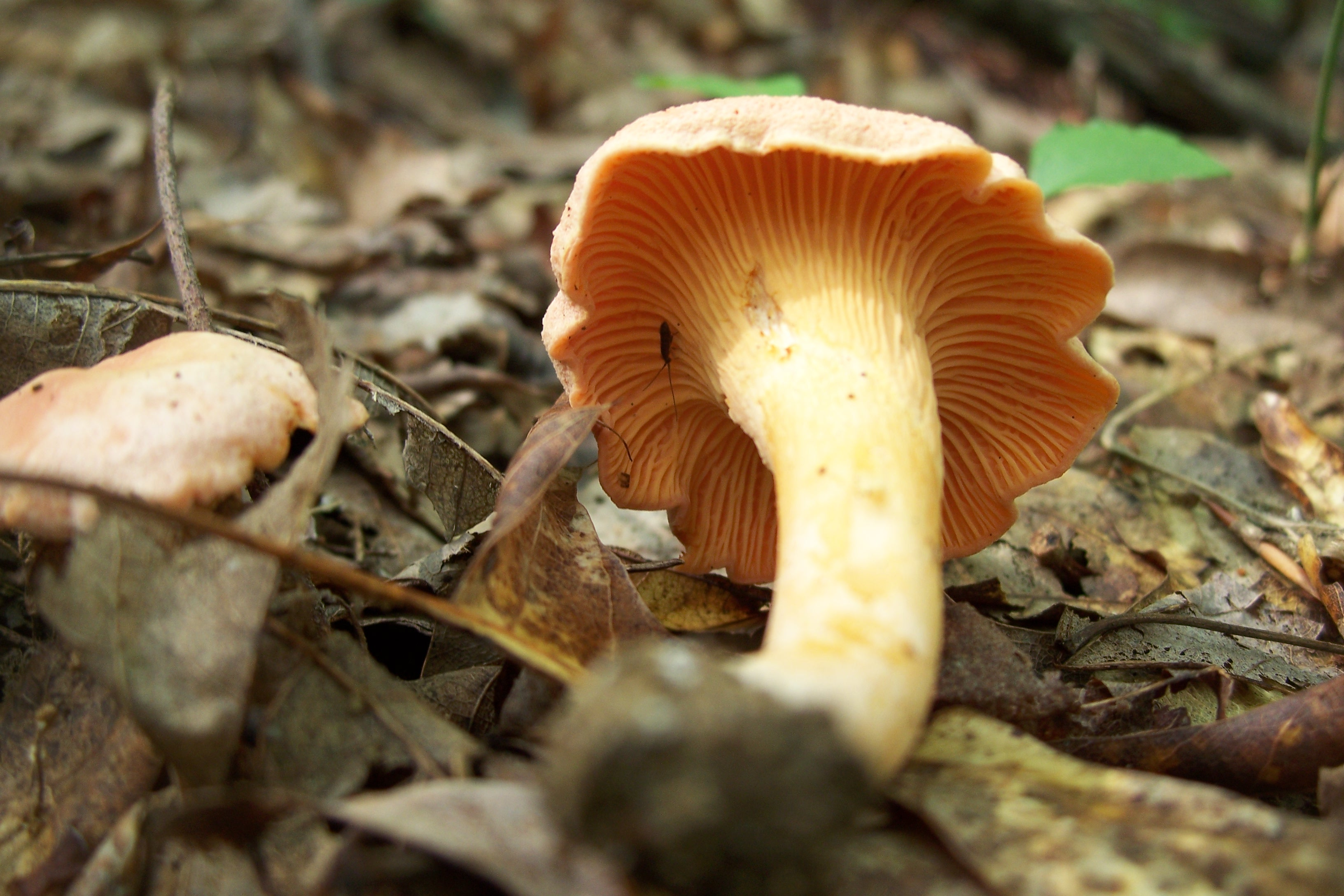